# Bandiera della Baschiria
La bandiera della Baschiria è stata adottata dal Parlamento della Repubblica il 6 luglio 1999.

## Descrizione
La Bandiera della Baschiria è formata da tre bande orizzontali di colore blu, bianco e verde. Al centro della bandiera presente un emblema raffigurante un fiore stilizzato, composto da sette petali di colore giallo.
Il rapporto tra la larghezza della bandiera a sua lunghezza è di 1:2 (fino al 2003 era di 2:3).

## Simbolismo
Nella Bandiera della Baschiria il blu rappresenta la chiarezza e la purezza dei popoli della Repubblica, il bianco la loro pacificità ed il verde la libertà e l'eternità della vita. I sette petali del fiore rappresentano la convivenza pacifica tra le etnie della Repubblica.
Il 25 febbraio si celebra la Giornata della bandiera nazionale della Repubblica di Baschiria.